# Анаранья
Анаранья — потомок Икшваку и царь Айодхьи. Согласно «Рамаяне», многие цари подчинились Раване, не сражаясь, но когда Анаранье бросили вызов и призвали подчиниться, он решил сражаться. Он вместе со своей армией потерпел поражение и был сброшен из своей колесницы. Равана поставил ногу на распростёртое тело Анараньи, и в этот момент побежденный царь возразил, что его побила судьба, а не Равана, и предрёк гибель Раваны от руки Рамы, потомка Анараньи, царевича Айодхьи и воплощения Вишну. После этого Анаранья умер.